# Sixeonotus basicornis
Sixeonotus basicornis är en insektsart som beskrevs av Knight 1928. Sixeonotus basicornis ingår i släktet Sixeonotus och familjen ängsskinnbaggar. Inga underarter finns listade i Catalogue of Life.